# Terremoto della Kamčatka del 1952
Il terremoto della Kamčatka del 1952 fu un evento sismico di magnitudo 9,0 che colpì la penisola della Kamčatka, le isole Curili e l'oblast' di Sachalin, facenti parte dell'allora Unione Sovietica, il 4 novembre 1952 alle 16:58 UTC+0 (localmente erano le 04:58 del 5 novembre). Il sisma innescò un maremoto con onde alte fino a 23 m, che provocarono notevoli danni e la distruzione di centri abitati, tra i quali Severo-Kuril'sk, in varie aree dell'estremo oriente russo. Il sisma è noto anche come terremoto di Severo-Kuril'sk, dal nome della città che subì i maggiori danni. Il numero dei morti è incerto ed è stato stimato essere 10 000, quasi tutti causati dal maremoto.

## Il sisma e il maremoto
La costa sudorientale della Kamčatka e le isole Curili si trovano lungo la fossa delle Curili, che si estende per circa 2100 km dall'isola giapponese di Hokkaidō fino all'intersezione con la fossa delle Aleutine. La fossa delle Curili è nata dalla subduzione della placca pacifica sotto quella di Ochotsk, a sua volta connessa alle placche euroasiatica e nordamericana; l'interazione tra queste placche ha reso la regione una delle più sismicamente attive al mondo.
Il sisma, che si verificò il 4 novembre 1952 alle 16:58 UTC+0 (localmente erano le 04:58 del 5 novembre 1952), venne causato da una rottura lungo circa 700 km della faglia tra le due placche tra l'isola di Onekotan e capo Šipunskij. La larghezza della rottura della faglia è stata stimata 150-200 km. L'epicentro del terremoto è stato localizzato al largo della costa sudorientale della Kamčatka, circa 140 km da capo Šipunskij e circa 200 km da Petropavlovsk-Kamčatskij, mentre l'ipocentro è stato localizzato a una profondità di circa 21,6 km. La magnitudo momento era stata inizialmente stimata pari a 8,2 per poi essere ricalcolata e valutata pari a 9,0. Nei due anni antecedenti al sisma erano state registrati diversi eventi sismici sia attorno alla zona dell'epicentro sia nell'area meridionale della zona di rottura. Le scosse di assestamento che occorsero nel mese successivo al sisma consentirono di identificare l'area settentrionale della zona di rottura.

Allagamenti sull'atollo di Midway dopo l'arrivo delle onde di maremoto.

Vista la distanza dell'epicentro dalla costa e la profondità dell'ipocentro, il sisma non causò danni significativi, che, invece, vennero causati dal successivo maremoto. Infatti, il sisma provocò onde di maremoto alte fino a 23 m, osservate sull'isola di Šumšu, nell'arcipelago delle Curili. Onde alte tra i 5 e i 10 metri colpirono circa 700 km di costa tra la Kamčatka e le isole Curili; in queste regioni, sfruttando la morfologia delle rive e i rilievi dei fondali, crebbero in altezza e devastarono i centri abitati e le infrastrutture, causando anche frane. La cittadina di Severo-Kuril'sk venne distrutta da tre successive ondate, con onde alte tra i 10 e i 18 metri; dei circa 6 000 abitanti che ci vivevano, ne morirono 2 336, secondo le fonti ufficiali, mentre altre fonti stimano circa 4 000 morti. A Severo-Kuril'sk era presente anche una base navale della marina militare sovietica, che venne anch'essa distrutta; probabilmente anche per questa ragione le notizie del terremoto e successivo maremoto vennero taciute e non diffuse dai giornalisti, forse su ordine diretto di Stalin. Per questo motivo si è parlato anche di "tsunami del silenzio".
Le onde di maremoto viaggiarono per tutto l'oceano Pacifico, raggiungendo anche le coste della Nuova Zelanda, delle isole oceaniane e dell'America meridionale. In Giappone le onde raggiunsero i 3 m d'altezza, senza causare danni di rilievo. L'arcipelago delle Hawaii, invece, venne particolarmente colpito da onde che, localmente, superarono anche i 5 m d'altezza. Alle Hawaii non si registrarono morti, ma i danni agli edifici e alle infrastrutture costiere ammontarono a 800 000-1 000 000 dollari.
A seguito della distruzione causata dal maremoto, venne istituito in Unione Sovietica un servizio di allerta tsunami. Severo-Kuril'sk venne ricostruita in una zona più elevata, mentre altri villaggi non vennero più ricostruiti.